# Park Chang-sun
Park Chang-sun (* 2. Februar 1954 in Gimhae) ist ein ehemaliger südkoreanischer Fußballspieler und -trainer.

## Karriere

### Spieler

#### Verein
Nach seiner Zeit in der Mannschaft der Kyung-Hee-Universität wechselte er zur Saison 1977 zum POSCO FC, wo er aber erst einmal nur für eine Saison zum Kader gehörte. Danach wurde er an Hummel Korea verliehen, wo er bis zum Ende der Folgesaison verblieb. Anschließend war er noch bis zur Saison 1982 bei seinem Stammverein und schloss sich zur Saison 1983 dem Hallelujah FC an. Hiermit wurde er dann Meister der Premierensaison der neu eingeführten K League. Anschließend zog es ihn noch einmal weiter zu den Daewoo Royals. Für die Saison 1987 wechselte er noch einmal zu den Yukong Elephants, wo er dann nach der Spielzeit auch seine Karriere beendete.

#### Nationalmannschaft
Sein erstes bekanntes Spiel für die südkoreanische Nationalmannschaft war im Jahr 1979. Er wurde für den Kader bei der Weltmeisterschaft 1986 nominiert. Bei diesem Turnier spielte er in jeder Partie mit und erzielte bei der 1:3-Niederlage gegen Argentinien auch das erste Tor bei einer Weltmeisterschaft für seine Mannschaft.

### Trainer
Ab der Saison 1992 war er bis Sommer 1993 Trainer der Schulmannschaft der Donga High School, weiter ging es für ihn dann bis Ende 2003 als Trainer bei der Kyung-Hee-Universität. Nebenbei war er im Jahr 1998 noch als U19- und 20-Nationaltrainer für den südkoreanischen Verband eingesetzt.